# Dirty Sexy Money (песня)
«Dirty Sexy Money» — песня французского музыкального продюсера Давида Гетта и голландского музыкального продюсера Афроджека при участии английской певицы Charli XCX и американского рэпера Френча Монтаны. Она была выпущена 3 ноября 2017 года, как бонусный трек альбома Гетта 7. Нуни Бао и А. Г. Кук помогали исполнителям в написании песни, а Скриллекс был указан в качестве со-продюсера.

## Предыстория
Премьера песни состоялась во время последнего выступления Гетта на Amsterdam Dance Event, когда Афроджек присоединился к нему. Премьера песни состоялась на радиошоу Зейна Лоу Beats 1. Лоу провёл беседу с Гетта и Charlie XCX в FaceTime, в котором Гетта рассматривал песню как «запись, которую я пытался сделать всю свою жизнь». Charli XCX рассказала о процессе записи: «Я была в Лос-Анджелесе, работала в студии над, на самом деле, кучей композиций Давида. В тот день мы вроде как сделали пару вещей, а потом я услышала эту композицию и сразу же подключилась к нему. Я писала песню с Нуни Бао и А. Г. Куком, и композиция сразу же заговорила со мной. Давид спустился в студию, и мы вроде как так сильно подключились к этой песне. Это заставило меня сразу же захотеть повеселиться».
Голландский нео-поп-певец Селвин Сенатори, который создал обложку песни, рассказал о том, как он встретил Гетта: «Мы с Давидом познакомились через продюсера Джорджио Туинфорта. Во время ADE я пригласил его в свою студию, идея сотрудничества возникла, потому что он был очень впечатлён тем, что он там увидел. Я применил своё современное искусство к Dirty Sexy Money, и для этого я сознательно выбрал сильные, чёткие формы и сырой характер. В результате получается смесь поп-музыки, модерна, ретро и моих характерных влияний, которые идеально сочетаются со смесью стилей Давида, Афроджека, Charlie XCX и Френча Монтаны».

## Отзывы критиков
Кэт Бейн из Billboard описал песню как «непослушную поп-музыку с ударом и ностальгией 90-х годов». Он назвал песню «чудаковатым гимном спальни» и почувствовал, что она «делает плохое звучание действительно милым» Chantilly Post из HotNewHipHop написал, что капля содержит «обычный звук Давида Гетта/Афроджека» и что на протяжении всей песни «много повторений слов», что делает её «звучание обычной поп-радио-композиции». Эрик из EDM Sauce написал негативный отзыв о песне, назвав сочетание стилей исполнителей «немного кризисом идентичности, а не успешной интеграцией определенных звуков». Джейсон Хеффлер из Earmilk также дал песне негативный отзыв, назвав её «извергнутым радиоприёмником с аранжировкой, съеденной молью, которая потворствует, не обращая внимания на оригинальность».

## Музыкальный клип
Музыкальный клип на тему ограблений вышел 14 декабря 2017 года, режиссёрами выступили Charlie XCX и Сара Макколган. Гетта играет роль водителя побега, Charlie XCX — босса, Афроджек — мускулистого мужчины, а Френч Монтана — эксперта по взрывчатке. Персонажи в масках, возглавляемые Charlie XCX преследуют человека с деньгами и грабят подпольный банк. Также снялись подруга и давняя сотрудница XCX, Brooke Candy, а также Dorian Electra, Alma и Lizzo.

## Выступления
12 ноября 2017 года Гетта исполнила песню с Charli XCX и Montana на 2017 MTV Europe Music Awards.

## Список композиций
| №  | Название                                                     | Длительность |
| -- | ------------------------------------------------------------ | ------------ |
| 1. | «Dirty Sexy Money» (featuring Charli XCX and French Montana) | 2:52         |

| №  | Название                                                                         | Длительность |
| -- | -------------------------------------------------------------------------------- | ------------ |
| 1. | «Dirty Sexy Money» (featuring Charli XCX and French Montana) (Cesqeaux remix)    | 3:00         |
| 2. | «Dirty Sexy Money» (featuring Charli XCX and French Montana) (Mesto remix)       | 3:40         |
| 3. | «Dirty Sexy Money» (featuring Charli XCX and French Montana) (Joe Stone remix)   | 4:57         |
| 4. | «Dirty Sexy Money» (featuring Charli XCX and French Montana) (Kiida remix)       | 3:11         |
| 5. | «Dirty Sexy Money» (featuring Charli XCX and French Montana) (Banx & Ranx remix) | 3:06         |
| 6. | «Dirty Sexy Money» (featuring Charli XCX and French Montana) (Tom Martin remix)  | 3:52         |

## Участники записи
Согласно Tidal.
- Давид Гетта — автор, производство
- Afrojack — автор, производство
- Charli XCX — автор
- Френч Монтана — автор
- Нуни Бао — автор
- А. Г. Кук — автор
- Daddy’s Groove — мастеринг-инженер, микширование
- Skrillex — со-производство

## Чарты
| Чарт (2017–2018)                               | Высшая позиция |
| ---------------------------------------------- | -------------- |
| Австралия (ARIA)                               | 18             |
| Australia Dance (ARIA)                         | 2              |
| Австрия (Ö3 Austria Top 40)                    | 46             |
| Бельгия/Фландрия (Ultratip Bubbling Under)     | 4              |
| Бельгия/Фландрия (Ultratop Dance)              | 5              |
| Бельгия/Валлония (Ultratop 50)                 | 41             |
| Бельгия/Валлония (Ultratop Dance)              | 3              |
| Канада (Billboard Canadian Hot 100)            | 90             |
| СНГ (TopHit Airplay)                           | 16             |
| Чехия (Rádio — Top 100)                        | 39             |
| Чехия (Singles Digitál Top 100)                | 93             |
| Франция (SNEP)                                 | 22             |
| Германия (GfK)                                 | 46             |
| Венгрия (Dance Top 40)                         | 29             |
| Ireland (IRMA)                                 | 41             |
| Israel International TV Airplay (Media Forest) | 2              |
| Latvia (DigiTop100)                            | 64             |
| Нидерланды (Dutch Top 40)                      | 18             |
| Netherlands (Mega Top 50)                      | 29             |
| Нидерланды (Single Top 100)                    | 60             |
| Новая Зеландия (Recorded Music NZ)             | 26             |
| Португалия (AFP)                               | 88             |
| Россия (TopHit)                                | 12             |
| Словакия (Singles Digitál Top 100)             | 71             |
| Испания (PROMUSICAE)                           | 47             |
| Швеция (Sverigetopplistan)                     | 82             |
| Швейцария (Schweizer Hitparade)                | 52             |
| Великобритания (OCC UK Singles)                | 35             |
| Великобритания (OCC UK Dance)                  | 6              |
| США (Billboard Hot Dance/Electronic Songs)     | 13             |

| Чарт (2018)                               | Позиция |
| ----------------------------------------- | ------- |
| Hungary (Dance Top 40)                    | 72      |
| US Hot Dance/Electronic Songs (Billboard) | 60      |

## Сертификации
| Регион                                                                      | Сертификация | Продажи |
| --------------------------------------------------------------------------- | ------------ | ------- |
| Австралия (ARIA)                                                            | Платиновый   | 70 000  |
| Франция (SNEP)                                                              | Золотой      | 66 666  |
| Новая Зеландия (RMNZ)                                                       | Платиновый   | 30 000  |
| Великобритания (BPI)                                                        | Серебряный   | 200 000 |
| Данные о продажах + прослушиваниях приведены только на основе сертификации. |              |         |